# Lengyelország és Ukrajna fatemplomai
Lengyelország és Ukrajna fatemplomai 2013-ban kerültek fel az UNESCO Világörökség listájára. 16 fatemplomot választottak ki, amelyek a 16. és a 19. század között épültek a régióban.

## Lista
| Kép | Templom                             | Település                        | Régió                       | Ország        |
| --- | ----------------------------------- | -------------------------------- | --------------------------- | ------------- |
|     | Áldott Szűz Mária születése templom | Chotyniec                        | Kárpátaljai vajdaság        | Lengyelország |
|     | Szent Paraskevi-templom             | Radruż                           | Kárpátaljai vajdaság        | Lengyelország |
|     | Szent Mihály arkangyal templom      | Smolnik                          | Kárpátaljai vajdaság        | Lengyelország |
|     | Szent Mihály arkangyal templom      | Turzańsk                         | Kárpátaljai vajdaság        | Lengyelország |
|     | Szent Mihály arkangyal templom      | Brunary                          | Kis-lengyelországi vajdaság | Lengyelország |
|     | Szent Paraskevi-templom             | Kwiatoń                          | Kis-lengyelországi vajdaság | Lengyelország |
|     | Szűz Mária-templom                  | Owczary                          | Kis-lengyelországi vajdaság | Lengyelország |
|     | Ifjabb Jakab apostol temploma       | Powroźnik                        | Kis-lengyelországi vajdaság | Lengyelország |
|     | Urunk mennybemenetele templom       | Kőrösmező (Ясіня)                | Kárpátalja                  | Ukrajna       |
|     | Szent Mihály arkangyal templom      | Uzsok (Ужок)                     | Kárpátalja                  | Ukrajna       |
|     | Szentlélek kiáradása templom        | Potelics (Потелич)               | Lvivi terület               | Ukrajna       |
|     | Szentháromság templom               | Zsovkva (Жовква)                 | Lvivi terület               | Ukrajna       |
|     | Szent György-templom                | Drohobics (Дрогóбич)             | Lvivi terület               | Ukrajna       |
|     | Áldott Szűz Mária templom           | Matkiv (Матків)                  | Lvivi terület               | Ukrajna       |
|     | Szentlélek templom                  | Rohatin (Рогатин)                | Ivano-frankivszki terület   | Ukrajna       |
|     | Áldott Szűz Mária születése templom | Nizsnyij Verbizs (Нижній Вербіж) | Ivano-frankivszki terület   | Ukrajna       |